# Temporada 2011 del Campeonato Brasileño de Moto 1000 GP
La temporada 2011 del Campeonato Brasileño de Motovelocidade es la 1.ª edición sin el sello del Moto 1000 GP y la 6.ª edición del Campeonato Brasileño de Motovelicidade.
El "Campeonato Brasileño de Moto 1000 GP" es la principal categoría de motociclismo en Brasil junto con Campeonato Brasileño de Superbikes. Fue creado en 2011. y ha sido gestionado desde su fundación por la empresa de Alex Barros.
Una superbike (abreviado a menudo como SBK) es un tipo de motocicleta que se utiliza en competiciones de motociclismo de velocidad, entre ellas el Campeonato Mundial de Superbikes y el Campeonato Mundial de Motociclismo de Resistencia. A diferencia de las motocicletas usadas en el Campeonato Mundial de Motociclismo, las superbikes deben ser modelos derivados de los de serie. Esto las hace menos costosas de desarrollar y mantener, por lo cual varios campeonatos nacionales de motociclismo de velocidad se disputan con ellas.
Para que las marcas de motocicletas puedan usar sus motocicletas en los campeonatos, deben primero homologarlas y vender una cierta cantidad de unidades al público. Según el campeonato, se permite la modificación de suspensiones, frenos y ruedas. Los motores son de alta cilindrada: entre 850 y 1200 cc para motores bicilíndricos, y entre 750 y 1000 cc para los de cuatro cilindros. Hasta mediados de la década de 1990, también se permitieron motores de dos tiempos en lugar de cuatro tiempos, en este caso de hasta 500 cc de cilindrada.

## Calendario
| Ronda | Fecha            | Gran Premio                        | Circuito                                            | Ciudad                | Horário | Info  |
| ----- | ---------------- | ---------------------------------- | --------------------------------------------------- | --------------------- | ------- | ----- |
| 1     | 10 de julio      | Grande Prêmio de São Paulo         | Autódromo Internacional de Interlagos               | São Paulo, SP         | 10h30   | [ 3 ] |
| 2     | 14 de agosto     | Grande Prêmio de Brasília          | Autódromo Internacional Nelson Piquet               | Brasília, DF          | 10h30   | [ 4 ] |
| 3     | 28 de agosto     | Grande Prêmio Petrobras            | Autódromo Internacional de Interlagos               | São Paulo, SP         | 10h30   | [ 5 ] |
| 4     | 11 de septiembre | Grande Prêmio de Santa Cruz do Sul | Autódromo Internacional de Santa Cruz do Sul        | Santa Cruz do Sul, RS | 09h00   | [ 6 ] |
| 5     | 16 de octubre    | Grande Prêmio de Curitiba          | Autódromo Internacional de Curitiba                 | Curitiba, PR          | 11h00   | [ 7 ] |
| 6     | 20 de noviembre  | Grande Prêmio do Rio de Janeiro    | Autódromo Internacional Nelson Piquet - Jacarepaguá | Río de Janeiro, RJ    | 10h00   | [ 8 ] |

## Equipos y pilotos

### GP 1000
| Equipe                       | Construtor | Moto                  | Pneu | N.° | Nome do piloto          | Rodada    |
| ---------------------------- | ---------- | --------------------- | ---- | --- | ----------------------- | --------- |
| Pitico Race                  | BMW        | BMW S1000RR           | P    | 33  | Alan Douglas Santos     | Todas     |
| Pitico Race                  | BMW        | BMW S1000RR           | P    | 40  | Marco Brunheroto        | 5         |
| ETG Racing                   | Kawasaki   | Kawasaki Ninja ZX-10R | F    | 29  | Rafael Paschoalin       | 1-3 y 5-6 |
| ETG Racing                   | Kawasaki   | Kawasaki Ninja ZX-10R | F    | 21  | Jaime Cristóbal         | Todas     |
| Gebben Racing                | BMW        | BMW S1000RR           | F    | 41  | Ricieri Luvizotto       | 5         |
| Mobil Rush Racing Team       | Honda      | Honda CBR 1000RR      | F    | 91  | Luiz Carlos Cerciari    | 1-2 y 5-6 |
| Mobil Rush Racing Team       | Honda      | Honda CBR 1000RR      | F    | 11  | Nico Ferreira           | 1-2 y 6   |
| Mobil Rush Racing Team       | Honda      | Honda CBR 1000RR      | F    | 53  | Maico Teixeira          | 1-2 y 4-5 |
| 2R Road Racing               | Kawasaki   | Kawasaki Ninja ZX-10R | M    | 79  | Diego Faustino          | Todas     |
| 2R Road Racing               | Kawasaki   | Kawasaki Ninja ZX-10R | M    | 99  | Miguel Ángel Carbajal   | 2 y 4-5   |
| Tecnoglass Racing            | Yamaha     | Yamaha YZF-R1         | F    | 94  | Marcos Salles           | 2 y 5     |
| MVR Racing                   | BMW        | BMW S1000RR           | P    | 63  | Diego Pierluigi         | 1-2 y 5-6 |
| MVR Racing                   | BMW        | BMW S1000RR           | P    | 93  | Élson Tenebra Otero     | 4-5       |
| 3ENNE#Racing                 | Kawasaki   | Kawasaki Ninja ZX-10R | P    | 19  | Rafael Christiam        | 1-2 y 5   |
| 3ENNE#Racing                 | Kawasaki   | Kawasaki Ninja ZX-10R | P    | 46  | Robson Portaluppi       | 1-2 y 4-5 |
| 3ENNE#Racing                 | Kawasaki   | Kawasaki Ninja ZX-10R | P    | 27  | Paulo Higino            | 2 y 4-5   |
| Fura 300 Racing              | Honda      | Honda CBR 1000RR      | P    | 49  | Renan Alves             | 1-2       |
| Fura 300 Racing              | Honda      | Honda CBR 1000RR      | P    | 59  | Juliano Vendramini      | 2 y 4-5   |
| Formáquinas Racing           | Kawasaki   | Kawasaki Ninja ZX-10R | F    | 87  | Pierre Chofard          | 1-3 y 5-6 |
| Rad Racing School            | Yamaha     | Yamaha YZF-R1         | M    | 15  | Giovani Mocelin         | 4         |
| Rad Racing School            | Yamaha     | Yamaha YZF-R1         | M    | 97  | Alexandre Kracik Rosa   | 4         |
| Ströher Racing               | BMW        | BMW S1000RR           | M    | 89  | Murilo Colatreli        | 1-3 y 5-6 |
| Ströher Racing               | BMW        | BMW S1000RR           | M    | 30  | João Simon              | 1-2 y 5   |
| Rinaldi Team                 | BMW        | BMW S1000RR           | B    | 68  | Pablo Henrique Martins  | 1-3 y 5   |
| Rinaldi Team                 | BMW        | BMW S1000RR           | B    | 81  | Osmar Gonçalves         | 1-3 y 5   |
| Rinaldi Team                 | BMW        | BMW S1000RR           | B    | 32  | Maurício Alexandre      | 1-3 y 5   |
| Speed Motocenter-Speed Style | Suzuki     | Suzuki GSX-S1000      | P    | 48  | Joel Soares Jr          | 1         |
| Speed Motocenter-Speed Style | Suzuki     | Suzuki GSX-S1000      | P    | 58  | Cidalgo Chinasso        | 5         |
| SK Racing                    | Yamaha     | Yamaha YZF-R1         | F    | 80  | Sarin Carlesso          | 2 y 4-5   |
| SK Racing                    | Yamaha     | Yamaha YZF-R1         | F    | 85  | Betinho da Rosa         | 4         |
| Penélope Racing              | Ducati     | Ducati Panigale V4S   | F    | 7   | Lars Rydén              | 1-2 y 5   |
| Penélope Racing              | Ducati     | Ducati Panigale V4S   | F    | 17  | Daniel Mendonça         | 1-2       |
| Freudenberg Racing-Team      | Yamaha     | Yamaha YZF-R1         | F    | 2   | Vinícius Maia           | 1-2       |
| Team Spolier 77              | Suzuki     | Suzuki GSX-S1000      | M    | 42  | Leonel Vergínio         | 1-2 y 5   |
| Team Spolier 77              | Suzuki     | Suzuki GSX-S1000      | M    | 92  | Leandro Rad             | 2 y 4     |
| Schirmann Racing Team        | Kawasaki   | Kawasaki Ninja ZX-10R | P    | 52  | Carlos Barcelos Pereira | 2 y 4     |
| Schirmann Racing Team        | Kawasaki   | Kawasaki Ninja ZX-10R | P    | 39  | Rodrigo Schirmann       | 2 y 4     |
| Os Mano Racing               | Kawasaki   | Kawasaki Ninja ZX-10R | B    | 73  | Anderson Mocelin        | 2 y 4     |
| Os Mano Racing               | Kawasaki   | Kawasaki Ninja ZX-10R | B    | 1   | Gilberto da Silva Jr    | 2 y 5     |

| Legenda             |
| ------------------- |
| Piloto da Temporada |
| Piloto Convidado    |
| Piloto Substituto   |

### GP Light
| Equipe                      | Construtor | Moto                  | Pneu | N.° | Nome do piloto      | Rodada |
| --------------------------- | ---------- | --------------------- | ---- | --- | ------------------- | ------ |
| Mobil Rush Racing Team      | Kawasaki   | Kawasaki Ninja ZX-10R | M    | 16  | Eduardo Costa Neto  | Todas  |
| Mobil Rush Racing Team      | Kawasaki   | Kawasaki Ninja ZX-10R | M    | 51  | Ederlei Lemes       | Todas  |
| Scuderia Maranga Racing     | Honda      | Honda CBR 1000RR      | M    | 63  | Gabriel Kannermann  | Todas  |
| Scuderia Maranga Racing     | Honda      | Honda CBR 1000RR      | M    | 28  | Fernando Laranjeira | 5-6    |
| Team Tóth                   | Kawasaki   | Kawasaki Ninja ZX-10R | M    | 30  | Ângelo Krauss       | Todas  |
| Team Tóth                   | Kawasaki   | Kawasaki Ninja ZX-10R | M    | 6   | Rodney Trevisan     | Todas  |
| ParkinGO DS Junior Team     | BMW        | BMW S1000RR           | B    | 74  | Carlos Quintas      | Todas  |
| Performance – Benjan Racing | Suzuki     | Suzuki GSX-S1000      | F    | 11  | Mateus Maluf        | Todas  |
| Performance – Benjan Racing | Suzuki     | Suzuki GSX-S1000      | F    | 57  | Lucas Langoni       | Todas  |
| Team Motoxracing            | Kawasaki   | Kawasaki Ninja ZX-10R | P    | 39  | César Heua          | Todas  |
| Team Motoxracing            | Kawasaki   | Kawasaki Ninja ZX-10R | P    | 36  | Filippo Melegoni    | 5      |
| 3570 Made in CIV            | Yamaha     | Yamaha YZF-R1         | P    | 25  | Pablo Mourão        | Todas  |
| 3570 Made in CIV            | Yamaha     | Yamaha YZF-R1         | P    | 83  | Alexandre Schlegel  | 1-6    |
| 3570 Made in CIV            | Yamaha     | Yamaha YZF-R1         | P    | 26  | Aaron Molina        | Todas  |
| Halcourier Racing           | Kawasaki   | Kawasaki Ninja ZX-10R | M    | 72  | Wolmir Aguiar       | Todas  |
| Halcourier Racing           | Kawasaki   | Kawasaki Ninja ZX-10R | M    | 87  | Ademar Ribeiro      | Todas  |
| Hopkins Racing              | Kawasaki   | Kawasaki Ninja ZX-10R | M    | 61  | Sérgio Andrekowicz  | 1-4    |
| Hopkins Racing              | Kawasaki   | Kawasaki Ninja ZX-10R | M    | 5   | Adriel Prestes      | 1-2    |
| Terra e Moto                | Kawasaki   | Kawasaki Ninja ZX-10R | B    | 82  | Nélson Pedroso      | Todas  |
| Terra e Moto                | Kawasaki   | Kawasaki Ninja ZX-10R | B    | 93  | Gustavo Ferlin      | Todas  |
| Team Runner Bike            | Honda      | Honda CBR 1000RR      | B    | 32  | Marcelo Soares      | Todas  |
| Team Runner Bike            | Honda      | Honda CBR 1000RR      | B    | 55  | Mário Seto          | 3      |
| Samurai Racing              | Honda      | Honda CBR 1000RR      | P    | 3   | Paulo Janke         | 1-2    |
| Samurai Racing              | Honda      | Honda CBR 1000RR      | P    | 7   | Marco Andreotti     | 3-4    |
| TKR Racing                  | BMW        | BMW S1000RR           | P    | 19  | Renato Gasparim     | Todas  |
| TKR Racing                  | BMW        | BMW S1000RR           | P    | 97  | Bruno Esmanhoto     | Todas  |
| TKR Racing                  | BMW        | BMW S1000RR           | P    | 1   | Giuliano Turetta    | 4-6    |
| Puccetti Racing             | Ducati     | Ducati Panigale V4 R  | F    | 43  | Lairson Mello       | Todas  |
| Puccetti Racing             | Ducati     | Ducati Panigale V4 R  | F    | 59  | Márcio Alencar      | 3      |
| GP Project Team             | KTM        | KTM RC 8C             | F    | 38  | Fernando Braga      | Todas  |
| GP Project Team             | KTM        | KTM RC 8C             | F    | 94  | Kelly Cavalcanti    | Todas  |
| WBY Racing Team             | Yamaha     | Yamaha YZF-R1         | F    | 24  | Laércio Souza       | 1 y 6  |
| WBY Racing Team             | Yamaha     | Yamaha YZF-R1         | F    | 95  | Diego Xavier        | Todas  |
| FHP YART Racing Team        | Yamaha     | Yamaha YZF-R1         | P    | 47  | Luciana Müller      | 6      |
| FHP YART Racing Team        | Yamaha     | Yamaha YZF-R1         | P    | 15  | Fernando Tanuri     | Todas  |
| MTM HS Motorsport           | Ducati     | Ducati Panigale V4 R  | P    | 9   | Celino Fertrin      | 1-4    |
| Team Trasimeno              | KTM        | KTM RC 8C             | P    | 37  | Caíque Andrade      | Todas  |
| Team Trasimeno              | KTM        | KTM RC 8C             | P    | 2   | Jackson Prestes     | Todas  |
| WILSport Racedays           | Fantic     | Fantic RZ201 RT       | B    | 96  | Algacir Ramos       | 5      |
| WILSport Racedays           | Fantic     | Fantic RZ201 RT       | B    | 86  | Sebastián Villa     | 2      |
| MotorZenit                  | Yamaha     | Yamaha YZF-R1         | M    | 52  | Werner Xavier       | 6      |
| MotorZenit                  | Yamaha     | Yamaha YZF-R1         | M    | 17  | José Misuta         | 5      |
| MotorZenit                  | Yamaha     | Yamaha YZF-R1         | M    | 35  | Ernani Molina       | 1      |
| Kallio Racing               | Yamaha     | Yamaha YZF-R1         | P    | 68  | Hilan Oliveira      | 5      |
| Kallio Racing               | Yamaha     | Yamaha YZF-R1         | P    | 20  | Fabiano Camillo     | 6      |
| Benro Racing                | BMW        | BMW S1000RR           | F    | 90  | Guilherme Santos    | 1-4    |
| Benro Racing                | BMW        | BMW S1000RR           | F    | 33  | Marcus Ganter       | 5      |
| Fortron Racing Team         | Ducati     | Ducati Panigale V4 R  | P    | 31  | Kléber Machado      | 3      |
| Fortron Racing Team         | Ducati     | Ducati Panigale V4 R  | P    | 13  | Paulo Gollner       | 1      |
| Fortron Racing Team         | Ducati     | Ducati Panigale V4 R  | P    | 60  | João Bueno          | 2      |

| Legenda             |
| ------------------- |
| Piloto da Temporada |
| Piloto Convidado    |
| Piloto Substituto   |

### BMW S1000RR Cup
| Equipe                       | Construtor | Moto        | Pneu | N.° | Nome do piloto     | Rodada |
| ---------------------------- | ---------- | ----------- | ---- | --- | ------------------ | ------ |
| JC Racing Team               | BMW        | BMW S1000RR | P    | 13  | Ricardo Kastropil  | Todas  |
| JC Racing Team               | BMW        | BMW S1000RR | P    | 61  | Jonathan Valentim  | Todas  |
| Mobil Rush Racing Team       | BMW        | BMW S1000RR | P    | 95  | Wellington Garcia  | Todas  |
| Mobil Rush Racing Team       | BMW        | BMW S1000RR | P    | 49  | Mário Salles       | Todas  |
| Tecnoglass Racing            | BMW        | BMW S1000RR | P    | 76  | Rodrigo Magalhães  | Todas  |
| Tecnoglass Racing            | BMW        | BMW S1000RR | P    | 40  | Sérgio Silva       | 1 y 6  |
| Fura 300 Racing              | BMW        | BMW S1000RR | P    | 97  | Felipe Ortiz       | Todas  |
| Fura 300 Racing              | BMW        | BMW S1000RR | P    | 86  | Douglas Figueiredo | 2-6    |
| Team Spolier 77              | BMW        | BMW S1000RR | P    | 91  | Mateus Pereira     | Todas  |
| Team Spolier 77              | BMW        | BMW S1000RR | P    | 8   | Ricardo Mangolini  | Todas  |
| Penélope Racing              | BMW        | BMW S1000RR | P    | 23  | Felipe Gonçalves   | Todas  |
| Penélope Racing              | BMW        | BMW S1000RR | P    | 31  | Dimas Sahium       | 2-6    |
| Rad Racing School            | BMW        | BMW S1000RR | P    | 27  | Federico Sabatini  | 1-5    |
| Rad Racing School            | BMW        | BMW S1000RR | P    | 28  | Alberto Cañadas    | 2-6    |
| Rinaldi Team                 | BMW        | BMW S1000RR | P    | 30  | Bruno Yukihara     | Todas  |
| Rinaldi Team                 | BMW        | BMW S1000RR | P    | 3   | Paulo Cury         | 2-6    |
| Formáquinas Racing           | BMW        | BMW S1000RR | P    | 73  | Fabian Leyton      | 1-5    |
| Formáquinas Racing           | BMW        | BMW S1000RR | P    | 52  | Marcelo Perillo    | 1-3    |
| Ströher Racing               | BMW        | BMW S1000RR | P    | 24  | Rodrigo Machado    | Todas  |
| Ströher Racing               | BMW        | BMW S1000RR | P    | 65  | Gustavo Carreira   | 4 y 6  |
| Os Mano Racing               | BMW        | BMW S1000RR | P    | 64  | Rick Rosin         | 2-6    |
| Os Mano Racing               | BMW        | BMW S1000RR | P    | 59  | Lucas Braga        | 2 y 6  |
| Schirmann Racing Team        | BMW        | BMW S1000RR | P    | 38  | Carlos Mendoza     | Todas  |
| Schirmann Racing Team        | BMW        | BMW S1000RR | P    | 78  | Fausto Grantón     | Todas  |
| Speed Motocenter-Speed Style | BMW        | BMW S1000RR | P    | 12  | Maurício Prado     | Todas  |
| Speed Motocenter-Speed Style | BMW        | BMW S1000RR | P    | 17  | Camilo Molina      | Todas  |
| Scuderia Maranga Racing      | BMW        | BMW S1000RR | P    | 57  | Giuliano Casarini  | Todas  |
| Scuderia Maranga Racing      | BMW        | BMW S1000RR | P    | 87  | Pierre Balducci    | 2-6    |
| ParkinGO Team                | BMW        | BMW S1000RR | P    | 82  | Pedro Barral       | Todas  |
| ParkinGO Team                | BMW        | BMW S1000RR | P    | 67  | Amanda Anciutti    | 3 y 6  |
| Moto Team                    | BMW        | BMW S1000RR | P    | 35  | Bruno Caldas       | 1-5    |
| Moto Team                    | BMW        | BMW S1000RR | P    | 10  | Thiago Volpato     | 2-5    |
| MMR Engineering              | BMW        | BMW S1000RR | P    | 6   | Rúben García       | 6      |
| MMR Engineering              | BMW        | BMW S1000RR | P    | 37  | Miguel Solorza     | 6      |
| GP Project Team              | BMW        | BMW S1000RR | P    | 22  | Ianina Zanazzi     | 5      |
| GP Project Team              | BMW        | BMW S1000RR | P    | 9   | Gabriel Sebastián  | 2-5    |
| C.M. Racing A.S.D.           | BMW        | BMW S1000RR | P    | 81  | Adriano Ventura    | 4      |
| C.M. Racing A.S.D.           | BMW        | BMW S1000RR | P    | 26  | Éverton Totti      | 4-6    |
| YART Motorsport              | BMW        | BMW S1000RR | P    | 72  | Murilo Ribeiro     | 2 y 6  |
| YART Motorsport              | BMW        | BMW S1000RR | P    | 19  | André Adriani      | 6      |
| ETG Racing                   | BMW        | BMW S1000RR | P    | 96  | Lucas Teodoro      | 2-5    |
| ETG Racing                   | BMW        | BMW S1000RR | P    | 43  | Elias Reis         | 4-5    |
| Orange Racing Team           | BMW        | BMW S1000RR | P    | 50  | Reginaldo Santos   | 1-5    |
| Orange Racing Team           | BMW        | BMW S1000RR | P    | 39  | Ricardo Baroni     | 3      |
| JP43 Training                | BMW        | BMW S1000RR | P    | 88  | Evandro Goulart    | 1-3    |
| JP43 Training                | BMW        | BMW S1000RR | P    | 48  | Adrialdo Dinarte   | 5-6    |

| Legenda             |
| ------------------- |
| Piloto da Temporada |
| Piloto Convidado    |
| Piloto Substituto   |

## Resultados

### GP 1000
| Ronda | Ronda | Circuito                           | Fecha            | Pole Position       | Vuelta rápida       | Piloto ganador      | Equipo ganador     | Constructor | Ref.   |
| ----- | ----- | ---------------------------------- | ---------------- | ------------------- | ------------------- | ------------------- | ------------------ | ----------- | ------ |
| 1     | R1    | Grande Prêmio de São Paulo         | 10 de julio      | Alan Douglas Santos | Alan Douglas Santos | Alan Douglas Santos | Pitico Race        | BMW         | [ 9 ]  |
| 1     | R2    | Grande Prêmio de São Paulo         | 10 de julio      | Alan Douglas Santos | Alan Douglas Santos | Alan Douglas Santos | Pitico Race        | BMW         | [ 10 ] |
| 2     | R1    | Grande Prêmio de Brasília          | 14 de agosto     | Alan Douglas Santos | Diego Faustino      | Alan Douglas Santos | Pitico Race        | BMW         | [ 11 ] |
| 2     | R2    | Grande Prêmio de Brasília          | 14 de agosto     | Rafael Paschoalin   | Diego Pierluigi     | Alan Douglas Santos | Pitico Race        | BMW         | [ 12 ] |
| 3     | R1    | Grande Prêmio Petrobras            | 28 de agosto     | Alan Douglas Santos | Rafael Paschoalin   | Pierre Chofard      | Formáquinas Racing | Kawasaki    | [ 13 ] |
| 3     | R2    | Grande Prêmio Petrobras            | 28 de agosto     | Alan Douglas Santos | Murilo Colatreli    | Alan Douglas Santos | Pitico Race        | BMW         | [ 14 ] |
| 4     | R1    | Grande Prêmio de Santa Cruz do Sul | 11 de septiembre | Diego Faustino      | Diego Faustino      | Diego Faustino      | 2R Road Racing     | Kawasaki    | [ 15 ] |
| 4     | R2    | Grande Prêmio de Santa Cruz do Sul | 11 de septiembre | Sarin Carlesso      | Robson Portaluppi   | Diego Faustino      | 2R Road Racing     | Kawasaki    | [ 16 ] |
| 5     | R1    | Grande Prêmio de Curitiba          | 16 de octubre    | Alan Douglas Santos | Marco Brunheroto    | Marco Brunheroto    | Pitico Race        | BMW         | [ 17 ] |
| 5     | R2    | Grande Prêmio de Curitiba          | 16 de octubre    | Alan Douglas Santos | Robson Portaluppi   | Alan Douglas Santos | Pitico Race        | BMW         | [ 18 ] |
| 6     | R1    | Grande Prêmio do Rio de Janeiro    | 20 de noviembre  | Diego Pierluigi     | Diego Pierluigi     | Diego Pierluigi     | MVR Racing         | BMW         | [ 19 ] |
| 6     | R2    | Grande Prêmio do Rio de Janeiro    | 20 de noviembre  | Diego Pierluigi     | Diego Pierluigi     | Diego Pierluigi     | MVR Racing         | BMW         | [ 20 ] |

### GP Light
| Ronda | Ronda | Circuito                           | Fecha            | Pole Position      | Vuelta rápida      | Piloto ganador     | Equipo ganador          | Constructor | Ref.   |
| ----- | ----- | ---------------------------------- | ---------------- | ------------------ | ------------------ | ------------------ | ----------------------- | ----------- | ------ |
| 1     | R1    | Grande Prêmio de São Paulo         | 10 de julio      | César Heua         | Eduardo Costa Neto | Eduardo Costa Neto | Mobil Rush Racing Team  | Kawasaki    | [ 21 ] |
| 1     | R2    | Grande Prêmio de São Paulo         | 10 de julio      | César Heua         | Eduardo Costa Neto | Eduardo Costa Neto | Mobil Rush Racing Team  | Kawasaki    | [ 22 ] |
| 2     | R1    | Grande Prêmio de Brasília          | 14 de agosto     | Eduardo Costa Neto | Eduardo Costa Neto | Eduardo Costa Neto | Mobil Rush Racing Team  | Kawasaki    | [ 23 ] |
| 2     | R2    | Grande Prêmio de Brasília          | 14 de agosto     | Eduardo Costa Neto | César Heua         | Eduardo Costa Neto | Mobil Rush Racing Team  | Kawasaki    | [ 24 ] |
| 3     | R1    | Grande Prêmio Petrobras            | 28 de agosto     | César Heua         | Gabriel Kannermann | Eduardo Costa Neto | Mobil Rush Racing Team  | Kawasaki    | [ 25 ] |
| 3     | R2    | Grande Prêmio Petrobras            | 28 de agosto     | César Heua         | Gabriel Kannermann | Eduardo Costa Neto | Mobil Rush Racing Team  | Kawasaki    | [ 26 ] |
| 4     | R1    | Grande Prêmio de Santa Cruz do Sul | 11 de septiembre | Eduardo Costa Neto | Eduardo Costa Neto | César Heua         | Team Motoxracing        | Kawasaki    | [ 27 ] |
| 4     | R2    | Grande Prêmio de Santa Cruz do Sul | 11 de septiembre | Eduardo Costa Neto | Eduardo Costa Neto | César Heua         | Team Motoxracing        | Kawasaki    | [ 28 ] |
| 5     | R1    | Grande Prêmio de Curitiba          | 16 de octubre    | Eduardo Costa Neto | Nélson Pedroso     | Lairson Mello      | Puccetti Racing         | Ducati      | [ 29 ] |
| 5     | R2    | Grande Prêmio de Curitiba          | 16 de octubre    | Eduardo Costa Neto | Gabriel Kannermann | César Heua         | Team Motoxracing        | Kawasaki    | [ 30 ] |
| 6     | R1    | Grande Prêmio do Rio de Janeiro    | 20 de noviembre  | Eduardo Costa Neto | Eduardo Costa Neto | Eduardo Costa Neto | Mobil Rush Racing Team  | Kawasaki    | [ 31 ] |
| 6     | R2    | Grande Prêmio do Rio de Janeiro    | 20 de noviembre  | Eduardo Costa Neto | César Heua         | Gabriel Kannermann | Scuderia Maranga Racing | Honda       | [ 32 ] |

### BMW S1000RR Cup
| Ronda | Ronda | Circuito                           | Fecha            | Pole Position     | Vuelta rápida     | Piloto ganador    | Equipo ganador         | Constructor | Ref.   |
| ----- | ----- | ---------------------------------- | ---------------- | ----------------- | ----------------- | ----------------- | ---------------------- | ----------- | ------ |
| 1     | R1    | Grande Prêmio de São Paulo         | 10 de julio      | Rodrigo Magalhães | Rodrigo Magalhães | Ricardo Kastropil | JC Racing Team         | BMW         | [ 33 ] |
| 1     | R2    | Grande Prêmio de São Paulo         | 10 de julio      | Rodrigo Magalhães | Rodrigo Magalhães | Wellington Garcia | Mobil Rush Racing Team | BMW         | [ 34 ] |
| 2     | R1    | Grande Prêmio de Brasília          | 14 de agosto     | Jonathan Valentim | Jonathan Valentim | Jonathan Valentim | JC Racing Team         | BMW         | [ 35 ] |
| 2     | R2    | Grande Prêmio de Brasília          | 14 de agosto     | Jonathan Valentim | Jonathan Valentim | Rodrigo Magalhães | Tecnoglass Racing      | BMW         | [ 36 ] |
| 3     | R1    | Grande Prêmio Petrobras            | 28 de agosto     | Jonathan Valentim | Ricardo Kastropil | Rodrigo Magalhães | Tecnoglass Racing      | BMW         | [ 37 ] |
| 3     | R2    | Grande Prêmio Petrobras            | 28 de agosto     | Jonathan Valentim | Federico Sabatini | Jonathan Valentim | JC Racing Team         | BMW         | [ 38 ] |
| 4     | R1    | Grande Prêmio de Santa Cruz do Sul | 11 de septiembre | Rick Rosin        | Wellington Garcia | Ricardo Kastropil | JC Racing Team         | BMW         | [ 39 ] |
| 4     | R2    | Grande Prêmio de Santa Cruz do Sul | 11 de septiembre | Rick Rosin        | Felipe Ortiz      | Ricardo Kastropil | JC Racing Team         | BMW         | [ 40 ] |
| 5     | R1    | Grande Prêmio de Curitiba          | 16 de octubre    | Felipe Ortiz      | Mateus Pereira    | Mateus Pereira    | Team Spolier 77        | BMW         | [ 41 ] |
| 5     | R2    | Grande Prêmio de Curitiba          | 16 de octubre    | Felipe Ortiz      | Mateus Pereira    | Jonathan Valentim | JC Racing Team         | BMW         | [ 42 ] |
| 6     | R1    | Grande Prêmio do Rio de Janeiro    | 20 de noviembre  | Rodrigo Magalhães | Bruno Yukihara    | Ricardo Kastropil | JC Racing Team         | BMW         | [ 43 ] |
| 6     | R2    | Grande Prêmio do Rio de Janeiro    | 20 de noviembre  | Rodrigo Magalhães | Mário Salles      | Felipe Gonçalves  | Penélope Racing        | BMW         | [ 44 ] |

## Calificación general

### GP 1000
| Pos. | Rider                   | Moto     | Clase | SPO | SPO | BSB | BSB | PET | PET | SCZ | SCZ | CTB | CTB | RJO | RJO | Pts. |
| Pos. | Rider                   | Moto     | Clase | RD1 | RD2 | RD1 | RD2 | RD1 | RD2 | RD1 | RD2 | RD1 | RD2 | RD1 | RD2 | Pts. |
| ---- | ----------------------- | -------- | ----- | --- | --- | --- | --- | --- | --- | --- | --- | --- | --- | --- | --- | ---- |
| 1    | Alan Douglas Santos     | BMW      | PRO   | 1   | 1   | 1   | 1   | 2   | 1   | 3   | 4   | 2   | 1   | 4   |     |      |
| 2    | Diego Faustino          | Kawasaki | PRO   | 3   | 2   | 2   | 2   | 5   | 4   | 1   | 1   | 4   | 3   | 7   | 3   |      |
| 3    | Diego Pierluigi         | BMW      | PRO   |     | Ret | DNS | Ret |     |     |     |     |     | 2   | 1   | 1   |      |
| 4    | Pierre Chofard          | Kawasaki | PRO   |     | Ret | 3   | Ret | 1   | Ret |     |     |     | 4   | 2   | 5   |      |
| 5    | Rafael Paschoalin       | Kawasaki | PRO   |     | 13  | 5   | 4   | 3   | 3   |     |     | 3   | 11  | 3   | 6   |      |
| 6    | Jaime Cristóbal         | Kawasaki | PRO   | Ret | 3   | 6   | 3   | 6   | 6   | 11  | Ret | 10  | 6   | 5   |     |      |
| 7    | Luiz Carlos Cerciari    | Honda    | PRO   | 2   | Ret | 4   | DSQ |     |     |     |     |     | 5   | 6   |     |      |
| 8    | Murilo Colatreli        | BMW      | PRO   |     | 6   | 7   | 5   | 4   | 2   |     |     | 6   | 8   | 10  | 2   |      |
| 9    | Nico Ferreira           | Honda    | PRO   |     | Ret | 12  | 9   |     |     |     |     |     |     |     | 4   |      |
| 10   | Lars Rydén              | Ducati   | PRO   |     | 5   | 9   | 10  |     |     |     |     |     | 13  | 8   |     |      |
| 11   | Leonel Vergínio         | Suzuki   | PRO   |     | 11  | 10  | 7   |     |     |     |     |     | 7   | 9   |     |      |
| 12   | Pablo Henrique Martins  | BMW      | PRO   |     | 4   | 13  | 8   | 9   | 5   |     |     |     | 14  |     |     |      |
| 13   | Osmar Gonçalves         | BMW      | PRO   | 7   | 10  | 8   | Ret | 7   | 7   |     |     | 8   | 9   |     |     |      |
| 14   | Maurício Alexandre      | BMW      | PRO   |     | Ret |     | 6   | 8   | 8   |     |     |     | 19  |     |     |      |
| 15   | Sarin Carlesso          | Yamaha   | PRO   | 6   |     | Ret | Ret |     |     | 4   | 2   |     | 17  |     |     |      |
| 16   | Joel Soares Jr          | Suzuki   | PRO   | 5   |     |     |     |     |     |     |     |     |     |     |     |      |
| 17   | Rafael Christiam        | Kawasaki | PRO   |     | 7   | Ret | 11  |     |     |     |     |     | 10  |     |     |      |
| 18   | Renan Alves             | Honda    | PRO   | 4   | Ret | DNS | 14  |     |     |     |     |     |     |     |     |      |
| 19   | Vinícius Maia           | Yamaha   | PRO   |     | 8   | 14  | 12  |     |     |     |     |     |     |     |     |      |
|      | Daniel Mendonça         | Ducati   | PRO   |     | 12  | Ret | 15  |     |     |     |     |     |     |     |     |      |
|      | João Simon              | BMW      | PRO   | Ret | Ret |     | Ret |     |     |     |     | 12  |     |     |     |      |
|      | Maico Teixeira          | Honda    | PRO   |     | 9   | 11  | 13  |     |     |     |     |     | 18  | Ret | Ret |      |
|      | Robson Portaluppi       | Kawasaki | PRO   |     | Ret | 15  | 17  |     |     | 2   | 3   |     | Ret |     |     |      |
|      | Miguel Ángel Carbajal   | Kawasaki | PRO   |     |     | DNS | DNS |     |     | 7   | 5   |     | 16  |     |     |      |
|      | Giovani Mocelin         | Yamaha   | PRO   |     |     |     |     |     |     | 8   | 6   |     |     |     |     |      |
|      | Juliano Vendramini      | Honda    | PRO   |     |     | 16  | 16  |     |     | 9   | 7   |     | DNS |     |     |      |
|      | Alexandre Kracik Rosa   | Yamaha   | PRO   |     |     |     |     |     |     | 10  | 8   |     |     |     |     |      |
|      | Paulo Higino            | Kawasaki | PRO   |     |     | 17  |     |     |     | Ret | 9   |     | 15  |     |     |      |
|      | Carlos Barcelos Pereira | Kawasaki | PRO   |     |     | 18  | DNS |     |     | 12  | 10  |     |     |     |     |      |
|      | Rodrigo Schirmann       | Kawasaki | PRO   |     |     | 19  |     |     |     | 5   | 11  |     |     |     |     |      |
|      | Leandro Rad             | Suzuki   | PRO   |     |     | Ret | Ret |     |     | Ret | 12  |     |     |     |     |      |
|      | Élson Tenebra Otero     | BMW      | PRO   |     |     |     |     |     |     | 13  | 13  | 9   |     |     |     |      |
|      | Betinho da Rosa         | Yamaha   | PRO   |     |     |     |     |     |     | NL  | 14  |     |     |     |     |      |
|      | Anderson Mocelin        | Kawasaki | PRO   |     |     | Ret |     |     |     | 6   | Ret |     |     |     |     |      |
|      | Marco Brunheroto        | BMW      | PRO   |     |     |     |     |     |     |     |     | 1   |     |     |     |      |
|      | Ricieri Luvizotto       | BMW      | PRO   |     |     |     |     |     |     |     |     | 5   |     |     |     |      |
|      | Marcos Salles           | Yamaha   | PRO   |     |     | DNS |     |     |     |     |     | 7   |     |     |     |      |
|      | Gilberto da Silva Jr    | Kawasaki | PRO   |     |     | DNS |     |     |     |     |     | 11  |     |     |     |      |
|      | Cidalgo Chinasso        | Suzuki   | PRO   |     |     |     |     |     |     |     |     | 13  |     |     |     |      |
| Pos. | Rider                   | Moto     | Clase | SPO | SPO | BSB | BSB | PET | PET | SCZ | SCZ | CTB | CTB | RJO | RJO | Pts. |

### GP Light
| Pos. | Rider               | Moto     | Clase | SPO | SPO | BSB | BSB | PET | PET | SCZ | SCZ | CTB | CTB | RJO | RJO | Pts. |
| Pos. | Rider               | Moto     | Clase | RD1 | RD2 | RD1 | RD2 | RD1 | RD2 | RD1 | RD2 | RD1 | RD2 | RD1 | RD2 | Pts. |
| ---- | ------------------- | -------- | ----- | --- | --- | --- | --- | --- | --- | --- | --- | --- | --- | --- | --- | ---- |
| 1    | Eduardo Costa Neto  | Kawasaki | LGT   | 1   | 1   | 1   | 1   | 1   | 1   | 2   | 12  | 4   | 3   | 1   | 2   | 248  |
| 2    | César Heua          | Kawasaki | LGT   | 2   | 2   | 3   | 2   | 4   | 3   | 1   | 1   | 6   | 1   | 3   | Ret | 206  |
| 3    | Gabriel Kannermann  | Honda    | LGT   | 3   | 4   | 2   | 4   | 3   | 2   | 3   | 2   | Ret | 2   | 2   | 1   | 199  |
| 4    | Gustavo Ferlin      | Kawasaki | LGT   | 4   | 3   | 5   | 8   | 2   | 4   | 6   | 3   | 10  | Ret | 21  | 5   | 124  |
| 5    | Ângelo Krauss       | Kawasaki | LGT   | 5   | 5   | 4   | 3   | 18  | 5   | 4   | 25  | 8   | 5   | Ret | 7   | 103  |
| 7    | Lairson Mello       | Ducati   | LGT   | 9   | 8   | 9   | 6   | 10  | 8   | 10  | Ret | 1   | 8   | 9   | 10  | 102  |
| 8    | Carlos Quintas      | BMW      | LGT   | 6   | 6   | Ret | 11  | 7   | 9   | 7   | 8   | 17  | 10  | 4   | 4   | 90   |
| 9    | Wolmir Aguiar       | Kawasaki | LGT   | Ret | 10  | 7   | 5   | 8   | DNS | 23  | 10  | 9   | 4   | 5   | 3   | 87   |
| 10   | Mateus Maluf        | Suzuki   | LGT   | 7   | 7   | 16  | 15  | 5   | 6   | 5   | 4   | 2   | Ret | Ret | 6   | 83   |
| 11   | Pablo Mourão        | Yamaha   | LGT   | 10  | 14  | 12  | 7   | 9   | 7   | 9   | 6   | 3   | 6   | Ret | 15  | 81   |
| 12   | Nélson Pedroso      | Kawasaki | LGT   | Ret | 29  | 15  | 12  | 11  | 10  | 11  | 7   | 5   | 9   | 22  | 8   | 56   |
| 13   | Renato Gasparim     | BMW      | LGT   | 15  | Ret | 10  | 10  | 6   | Ret | 8   | 5   | 31  | Ret | 6   | Ret | 52   |
| 15   | Marcelo Soares      | Honda    | LGT   | 8   | 13  | 8   | 9   | 12  | 15  | Ret | 15  | 11  | 11  | Ret | 14  | 44   |
| 16   | Ademar Ribeiro      | Kawasaki | LGT   | Ret | 11  | 13  | 13  | Ret | 11  | 13  | 11  | 24  | 18  | Ret | 12  | 28   |
| 17   | Ederlei Lemes       | Kawasaki | LGT   | 12  | Ret | 11  | 24  | Ret | Ret | Ret | 17  | 7   | 14  | 11  | 16  | 25   |
| 18   | Bruno Esmanhoto     | BMW      | LGT   | Ret | Ret | 6   | Ret | Ret | Ret | WD  | WD  | 16  | Ret | 10  | 11  | 21   |
| 19   | Lucas Langoni       | Suzuki   | LGT   | Ret | 19  | 21  | DNS | 20  | 19  | 15  | 9   | 19  | 12  | 7   | Ret | 21   |
| 20   | Fernando Braga      | KTM      | LGT   | 19  | 27  | 17  | 20  | 13  | 12  | 22  | 20  | 26  | 16  | 8   | 9   | 20   |
| 21   | Sérgio Andrekowicz  | Kawasaki | LGT   | 14  | 21  | 14  | 14  | 15  | 13  | 12  | Ret |     |     |     |     | 14   |
| 22   | Laércio Souza       | Yamaha   | LGT   | 11  | 12  |     |     |     |     |     |     |     |     | Ret | 13  | 12   |
| 23   | Alexandre Schlegel  | Yamaha   | LGT   | 23  | 9   | 19  | 16  | 27  | 18  | Ret | 13  | 30  | 21  | Ret | DNS | 10   |
| 24   | Filippo Melegoni    | Kawasaki | LGT   |     |     |     |     |     |     |     |     | 20  | 7   |     |     | 9    |
| 25   | Giuliano Turetta    | BMW      | LGT   |     |     |     |     |     |     | 19  | 14  | 12  | 20  | 16  | 21  | 6    |
| 26   | Fernando Laranjeira | Honda    | LGT   |     |     |     |     |     |     |     |     | 13  | 22  | 13  | 17  | 6    |
| 27   | Rodney Trevisan     | Kawasaki | LGT   | 26  | 22  | 20  | Ret | 19  | Ret | 14  | Ret | 27  | 13  | Ret | 27  | 5    |
| 28   | Luciana Müller      | Yamaha   | LGT   |     |     |     |     |     |     |     |     |     |     | 12  | 22  | 4    |
| 29   | Márcio Alencar      | Ducati   | LGT   |     |     |     |     | 14  | 14  |     |     |     |     |     |     | 4    |
| 30   | Diego Xavier        | Yamaha   | LGT   | 13  | 18  | 24  | DNS | 24  | 22  | 20  | 21  | 21  | 23  | 18  | 19  | 3    |
| 31   | Aaron Molina        | Yamaha   | LGT   | Ret | 28  | 22  | Ret | Ret | DSQ | 17  | 18  | 14  | 19  | 15  | 20  | 3    |
| 32   | Werner Xavier       | Yamaha   | LGT   |     |     |     |     |     |     |     |     |     |     | 14  | Ret | 2    |
| 33   | Kelly Cavalcanti    | KTM      | LGT   | 18  | 15  | 18  | 17  | Ret | Ret | 16  | 16  | 29  | 15  | 17  | 18  | 2    |
| 34   | Caíque Andrade      | KTM      | LGT   | 21  | 24  | 25  | 23  | 22  | Ret | Ret | 19  | 15  | 29  | Ret | 26  | 1    |
| 35   | Adriel Prestes      | Kawasaki | LGT   | 16  | 16  | WD  | WD  |     |     |     |     |     |     |     |     | 0    |
| 36   | Fernando Tanuri     | Yamaha   | LGT   | Ret | 20  | Ret | 18  | 16  | 16  | 18  | 22  | Ret | 17  | 20  | 23  | 0    |
| 37   | Celino Fertrin      | Ducati   | LGT   | 25  | 26  | Ret | 21  | Ret | 21  | 21  | DNS |     |     |     |     | 0    |
| 38   | Guilherme Santos    | BMW      | LGT   | Ret | DSQ | Ret | Ret | 26  | Ret | WD  | WD  |     |     |     |     | 0    |
| 39   | Jackson Prestes     | KTM      | LGT   | 24  | 25  | 27  | 22  | 23  | 24  | Ret | 23  | 23  | 28  | 19  | 25  | 0    |
| 40   | Paulo Janke         | Honda    | LGT   | 22  | Ret | 26  | DNS |     |     |     |     |     |     |     |     | 0    |
| 41   | Kléber Machado      | Ducati   | LGT   |     |     |     |     | 17  | 17  |     |     |     |     |     |     | 0    |
| 42   | Paulo Gollner       | Ducati   | LGT   | 17  | 17  |     |     |     |     |     |     |     |     |     |     | 0    |
| 43   | José Misuta         | Yamaha   | LGT   |     |     |     |     |     |     |     |     | 18  | 26  |     |     | 0    |
| 44   | João Bueno          | Ducati   | LGT   |     |     | 23  | 19  |     |     |     |     |     |     |     |     | 0    |
| 45   | Mário Seto          | Honda    | LGT   |     |     |     |     | 21  | 20  |     |     |     |     |     |     | 0    |
| 46   | Ernani Molina       | Yamaha   | LGT   | 20  | 23  |     |     |     |     |     |     |     |     |     |     | 0    |
| 47   | Marcus Ganter       | BMW      | LGT   |     |     |     |     |     |     |     |     | 22  | 25  |     |     | 0    |
| 48   | Marco Andreotti     | Honda    | LGT   |     |     |     |     | 25  | 23  | 24  | 24  |     |     |     |     | 0    |
| 49   | Hilan Oliveira      | Yamaha   | LGT   |     |     |     |     |     |     |     |     | 25  | 24  |     |     | 0    |
| 50   | Fabiano Camillo     | Yamaha   | LGT   |     |     |     |     |     |     |     |     |     |     | Ret | 24  | 0    |
| 51   | Algacir Ramos       | Fantic   | LGT   |     |     |     |     |     |     |     |     | 28  | 27  |     |     | 0    |
| 52   | Sebastián Villa     | Fantic   | LGT   |     |     | Ret | DNS |     |     |     |     |     |     |     |     | 0    |
| Pos. | Rider               | Moto     | Clase | SPO | SPO | BSB | BSB | PET | PET | SCZ | SCZ | CTB | CTB | RJO | RJO | Pts. |

### BMW S1000RR Cup
| Pos. | Rider              | Moto | Clase | SPO | SPO | BSB | BSB | PET | PET | SCZ | SCZ | CTB | CTB | RJO | RJO | Pts. |
| Pos. | Rider              | Moto | Clase | RD1 | RD2 | RD1 | RD2 | RD1 | RD2 | RD1 | RD2 | RD1 | RD2 | RD1 | RD2 | Pts. |
| ---- | ------------------ | ---- | ----- | --- | --- | --- | --- | --- | --- | --- | --- | --- | --- | --- | --- | ---- |
| 1    | Ricardo Kastropil  | BMW  | CUP   | 1   | 2   | 2   | 2   | 2   | 2   | 1   | 1   | 26  | 6   | 1   | 2   | 230  |
| 2    | Rodrigo Magalhães  | BMW  | CUP   | 4   | 3   | 3   | 1   | 1   | 3   | 7   | 5   | 8   | 10  | 2   | 21  | 165  |
| 3    | Wellington Garcia  | BMW  | CUP   | 2   | 1   | 5   | 3   | 5   | 15  | 2   | 2   | Ret | 9   | Ret | 7   | 140  |
| 4    | Jonathan Valentim  | BMW  | CUP   | 5   | 16  | 1   | Ret | 3   | 1   | NC  | Ret | 2   | 1   | 3   | 18  | 138  |
| 5    | Felipe Ortiz       | BMW  | CUP   | 9   | 6   | 4   | 4   | 9   | Ret | 5   | 4   | 3   | 2   | 12  | 8   | 122  |
| 7    | Mateus Pereira     | BMW  | CUP   | 6   | Ret | 7   | 7   | 4   | 5   | 4   | 3   | 1   | Ret | 7   | 11  | 120  |
| 8    | Felipe Gonçalves   | BMW  | CUP   | 8   | Ret | 8   | 5   | Ret | 4   | 3   | Ret | NC  | 5   | 4   | 1   | 105  |
| 9    | Federico Sabatini  | BMW  | CUP   | 3   | Ret | 6   | 8   | 25  | 6   | 10  | 11  | 4   | 4   |     |     | 81   |
| 10   | Bruno Yukihara     | BMW  | CUP   | 10  | 5   | 9   | 6   | 10  | 7   | 13  | 8   | 10  | 14  | 6   | 22  | 78   |
| 11   | Ricardo Mangolini  | BMW  | CUP   | Ret | 13  | 20  | 15  | 8   | 8   | 9   | 10  | 5   | 7   | 9   | 24  | 60   |
| 12   | Mário Salles       | BMW  | CUP   | Ret | 8   | 14  | 13  | Ret | 14  | 6   | 7   | 14  | 17  | 8   | 5   | 55   |
| 13   | Paulo Cury         | BMW  | CUP   |     |     | 13  | 11  | 12  | 10  | Ret | Ret | 6   | 8   | Ret | 3   | 52   |
| 15   | Alberto Cañadas    | BMW  | CUP   |     |     | 11  | 10  | 7   | 13  | 15  | Ret | 7   | 3   | Ret | 16  | 49   |
| 16   | Giuliano Casarini  | BMW  | CUP   | WD  | WD  | 15  | 12  | 11  | 21  | 8   | 6   | NC  | 13  | 16  | 9   | 38   |
| 17   | Fabian Leyton      | BMW  | CUP   | 7   | 7   | 17  | Ret | Ret | Ret | 12  | 13  | 9   | 12  |     |     | 36   |
| 18   | Carlos Mendoza     | BMW  | CUP   | Ret | 15  | 12  | 9   | 6   | Ret | 17  | 12  | 13  | 23  | 14  | 13  | 34   |
| 19   | Fausto Grantón     | BMW  | CUP   | Ret | 4   | 19  | 17  | 16  | 12  | Ret | 20  | 18  | 20  | 15  | 4   | 31   |
| 20   | Rick Rosin         | BMW  | CUP   |     |     | 10  | 28  | 13  | 9   | 14  | 9   | 25  | 11  | 20  | Ret | 30   |
| 21   | Rodrigo Machado    | BMW  | CUP   | 15  | 12  | 18  | 14  | 15  | 11  | Ret | Ret | 11  | 16  | 11  | Ret | 23   |
| 22   | Pedro Barral       | BMW  | CUP   | 14  | 9   | 27  | Ret | Ret | Ret | Ret | 15  | 19  | 24  | 5   | 25  | 21   |
| 23   | Bruno Caldas       | BMW  | CUP   | 13  | 10  | Ret | 19  | 18  | 18  | 19  | 16  | 12  | 15  |     |     | 14   |
| 24   | Sérgio Silva       | BMW  | CUP   | Ret | 14  |     |     |     |     |     |     |     |     | 24  | 6   | 12   |
| 25   | Maurício Prado     | BMW  | CUP   | 11  | DNS | 16  | 16  | 22  | 19  | 11  | Ret | 16  | 30  | Ret | 26  | 10   |
| 26   | Camilo Molina      | BMW  | CUP   | 12  | 11  | DNS | DNS | 21  | 17  | 20  | Ret | 22  | 18  | Ret | DSQ | 9    |
| 27   | Éverton Totti      | BMW  | CUP   |     |     |     |     |     |     | Ret | 24  | Ret | 19  | Ret | 10  | 6    |
| 28   | Amanda Anciutti    | BMW  | CUP   |     |     |     |     | 19  | Ret |     |     |     |     | 10  | Ret | 6    |
| 29   | Dimas Sahium       | BMW  | CUP   |     |     | 21  | Ret | DNS | DNS | 23  | 22  | 15  | 21  | 13  | 14  | 6    |
| 30   | Gustavo Carreira   | BMW  | CUP   |     |     |     |     |     |     | 18  | 17  |     |     | 21  | 12  | 4    |
| 31   | Thiago Volpato     | BMW  | CUP   |     |     | 24  | 21  | 17  | 16  | 16  | 14  | 17  | 31  |     |     | 2    |
| 32   | Douglas Figueiredo | BMW  | CUP   |     |     | 22  | 18  | 14  | Ret | 24  | 18  | Ret | 22  | DNQ | DNQ | 2    |
| 33   | Murilo Ribeiro     | BMW  | CUP   |     |     | 29  | 27  |     |     |     |     |     |     | 17  | 15  | 1    |
| 34   | Marcelo Perillo    | BMW  | CUP   | 16  | 17  | Ret | 24  | Ret | DNS |     |     |     |     |     |     | 0    |
| 35   | Reginaldo Santos   | BMW  | CUP   | 17  | 19  | Ret | 25  | DNS | DNS | 26  | Ret | 24  | 27  |     |     | 0    |
| 36   | Miguel Solorza     | BMW  | CUP   |     |     |     |     |     |     |     |     |     |     | 25  | 17  | 0    |
| 37   | Evandro Goulart    | BMW  | CUP   | Ret | 18  | 26  | Ret | 23  | Ret |     |     |     |     |     |     | 0    |
| 38   | André Adriani      | BMW  | CUP   |     |     |     |     |     |     |     |     |     |     | 18  | 27  | 0    |
| 39   | Adriano Ventura    | BMW  | CUP   |     |     |     |     |     |     | 21  | 19  |     |     |     |     | 0    |
| 40   | Lucas Braga        | BMW  | CUP   |     |     | 25  | 22  |     |     |     |     |     |     | 22  | 19  | 0    |
| 41   | Rúben García       | BMW  | CUP   |     |     |     |     |     |     |     |     |     |     | 19  | 23  | 0    |
| 42   | Ianina Zanazzi     | BMW  | CUP   |     |     |     |     |     |     |     |     | 20  | 27  |     |     | 0    |
| 43   | Gabriel Sebastián  | BMW  | CUP   |     |     | 23  | 20  | 20  | 22  | DNS | DNS | Ret | DNS |     |     | 0    |
| 44   | Ricardo Baroni     | BMW  | CUP   |     |     |     |     | Ret | 20  |     |     |     |     |     |     | 0    |
| 45   | Elias Reis         | BMW  | CUP   |     |     |     |     |     |     | 22  | 21  | 23  | 25  |     |     | 0    |
| 46   | Adrialdo Dinarte   | BMW  | CUP   |     |     |     |     |     |     |     |     | 21  | 26  | DNQ | DNQ | 0    |
| 47   | Pierre Balducci    | BMW  | CUP   |     |     | 28  | 23  | Ret | DNS | 25  | 23  | Ret | 29  | 23  | 20  | 0    |
| 48   | Lucas Teodoro      | BMW  | CUP   |     |     | 30  | 26  | 24  | 23  | 27  | Ret | DNQ | DNQ |     |     | 0    |
| Pos. | Rider              | Moto | Clase | SPO | SPO | BSB | BSB | PET | PET | SCZ | SCZ | CTB | CTB | RJO | RJO | Pts. |

## Cobertura televisiva
Las Carreras de lo Campeonato Brasileño de Superbikes se transmiten por Televisión por Cable incluyendo: ESPN, Fox Sports, Movistar+, CBS Sports y NBC Sports. 

### Cobertura en Brasil
| Transmissão | Transmissão                    |
| ----------- | ------------------------------ |
| SporTV      | Narração: Eugênio Rizzardo     |
| SporTV      | Narração: Rogério Rockenbach   |
| SporTV      | Comentários: Pedro Della Corte |
| SporTV      | Comentários: Karen Battaglia   |

| Transmissão | Transmissão                      |
| ----------- | -------------------------------- |
| Band        | Narração: Eduardo Vaz            |
| Band        | Narração: Márcio Possamai        |
| Band        | Comentários: Gilberto Bertarello |
| Band        | Comentários: Ana Coser Mazutti   |

| Transmissão | Transmissão                         |
| ----------- | ----------------------------------- |
| BandSports  | Narração: Celso Miranda             |
| BandSports  | Narração: Gian Calabrese            |
| BandSports  | Comentários: Robson Amaral          |
| BandSports  | Comentários: Claudia Refatti Benato |

| Transmissão | Transmissão                   |
| ----------- | ----------------------------- |
| YouTube     | Narração: Octávio Muniz       |
| YouTube     | Narração: Thiago Fabris       |
| YouTube     | Comentários: Ivar Castagnetti |
| YouTube     | Comentários: Henrique Gava    |

### Otros países
- Colombia: RCN Televisión y RCN HD2
- Portugal: Sport TV
- Reino Unido: BT Sport
- Canadá: Sportsnet
- España: Movistar+
- Hispanoamérica: ESPN y Star+

### Enlaces de transmisión
| Internet (Global) |
| ----------------- |
| YouTube           |
| Motorsport.tv     |
| Facebook          |
| Zoome             |
| Catve.com         |
| Auto Videos       |
| Twitch            |